# نشور (یمن)
 نشور  روستایی است در أعمال ضالع، ناحیهٔ (نجران) دره‌ای بزرگی در این روستا وجود دارد که آبش به سوی (نجران) می‌رود، از توابع مَحویت در کشور یمن در شبه جزیره عربستان. 
جمعیت آن ۲۵۷ نفر (۹ خانوار) می‌باشد.